# The Boston Tea Party (film 1915)
The Boston Tea Party è un cortometraggio muto del 1915 diretto da Eugene Nowland.

## Produzione
Il film fu prodotto dalla Edison Company.

## Distribuzione
Distribuito dalla General Film Company, il film - un cortometraggio in due bobine - uscì nelle sale cinematografiche degli Stati Uniti il 2 aprile 1915.